# Giardino pubblico di Bordeaux
Il giardino pubblico di Bordeaux è un parco urbano di Bordeaux, capoluogo della regione Aquitania, che si estende su 10 ettari. Inaugurato nel 1746, è stato dichiarato monumento storico nel 1935.
Nel parco sono presenti un giardino botanico e l'erbario del museo di storia naturale di Bordeaux.

## Storia
L'area su cui sorge oggi il parco era occupata, in origine, da vigneti e coltivazioni. Fu nel 1746 che il consiglio di stato, sotto la spinta dell'intendente francese Louis-Urbain-Aubert de Tourny, decise di dare il via alla realizzazione di un giardino pubblico, allora chiamato "giardino reale". 
Il parco venne progettato dall'architetto francese Ange-Jacques Gabriel. 
Nel 1855, il giardino botanico di Bordeaux venne trasferito nel giardino pubblico.
Tra il 1856 e il 1858 il paesaggista francese L.B. Fischer apportò delle modifiche sostanziali al parco; da tipico giardino alla francese, venne trasformato in giardino all'inglese con l'installazione di statue, nuove piante, un torrente con degli isolotti e passerelle pedonali. 
Nella sua storia fino ad oggi, il giardino pubblico di Bordeaux è stato devastato due volte da due cicloni; la prima volta accadde il 26 dicembre 1999, la seconda il 24 gennaio 2009, quando la tempesta Klaus si scatenò su parte della Spagna, Francia, Andorra e Italia.

## Descrizione

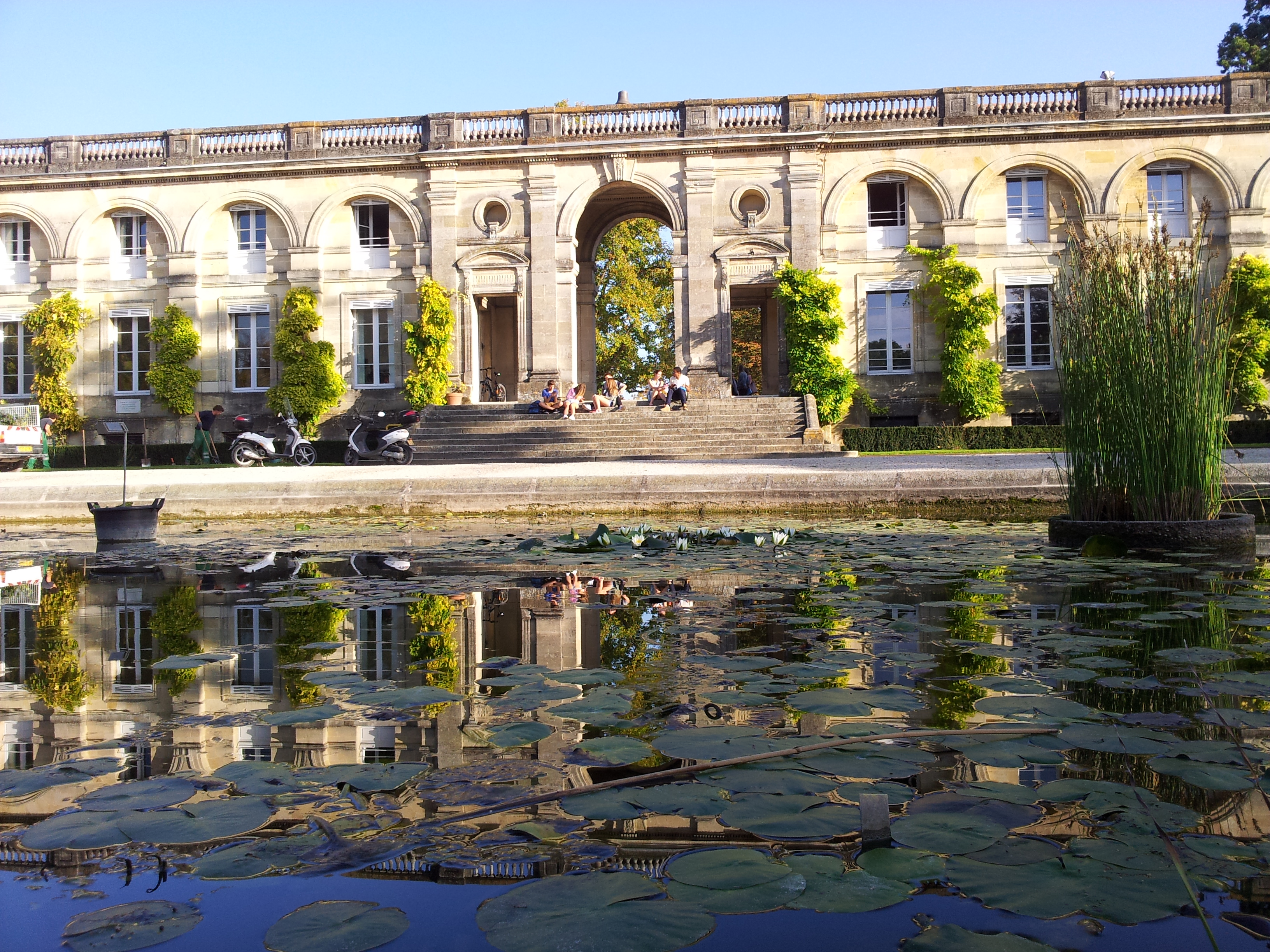
Ingresso del giardino pubblico visto dal giardino botanico.

Il parco è attraversato da lunghi sentieri costeggiati da vasti prati, alberi, mosaici composti da aiuole di fiori di colori diversi ("mosaicoltura") e da un torrente su cui sorge un isolotto raggiungibile attraverso due passerelle pedonali di metallo. Nel centro del giardino sono presenti un parco giochi, una giostra e un teatro delle marionette.
Davanti all'edificio che ospita l'erbario del museo di storia naturale di Bordeaux, si estende il giardino botanico.

## Localizzazione e trasporti
Il giardino pubblico di Bordeaux è situato nel quartiere degli Chartrons, nei pressi del centro storico della città. È raggiungibile con la rete tranviaria cittadina dalla fermata Jardin Public della linea C, e con l'autobus dalla fermata Jardin Public della linea 4 e dalle fermate Longchamps e Rue d'Avieaux delle linee 5, 6, 26, 29 e 56.

## Galleria d'immagini

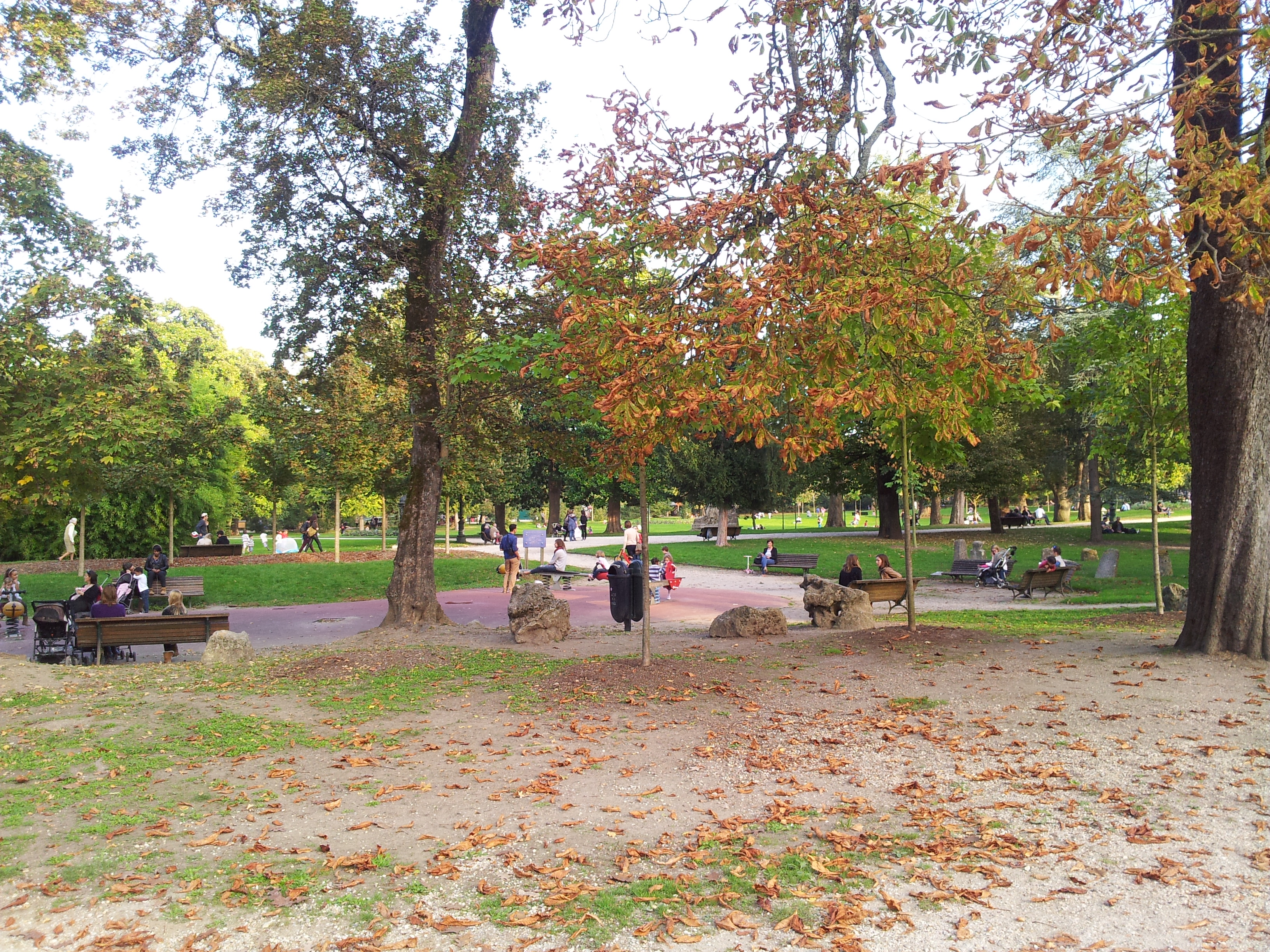
Il giardino pubblico nell'autunno del 2014
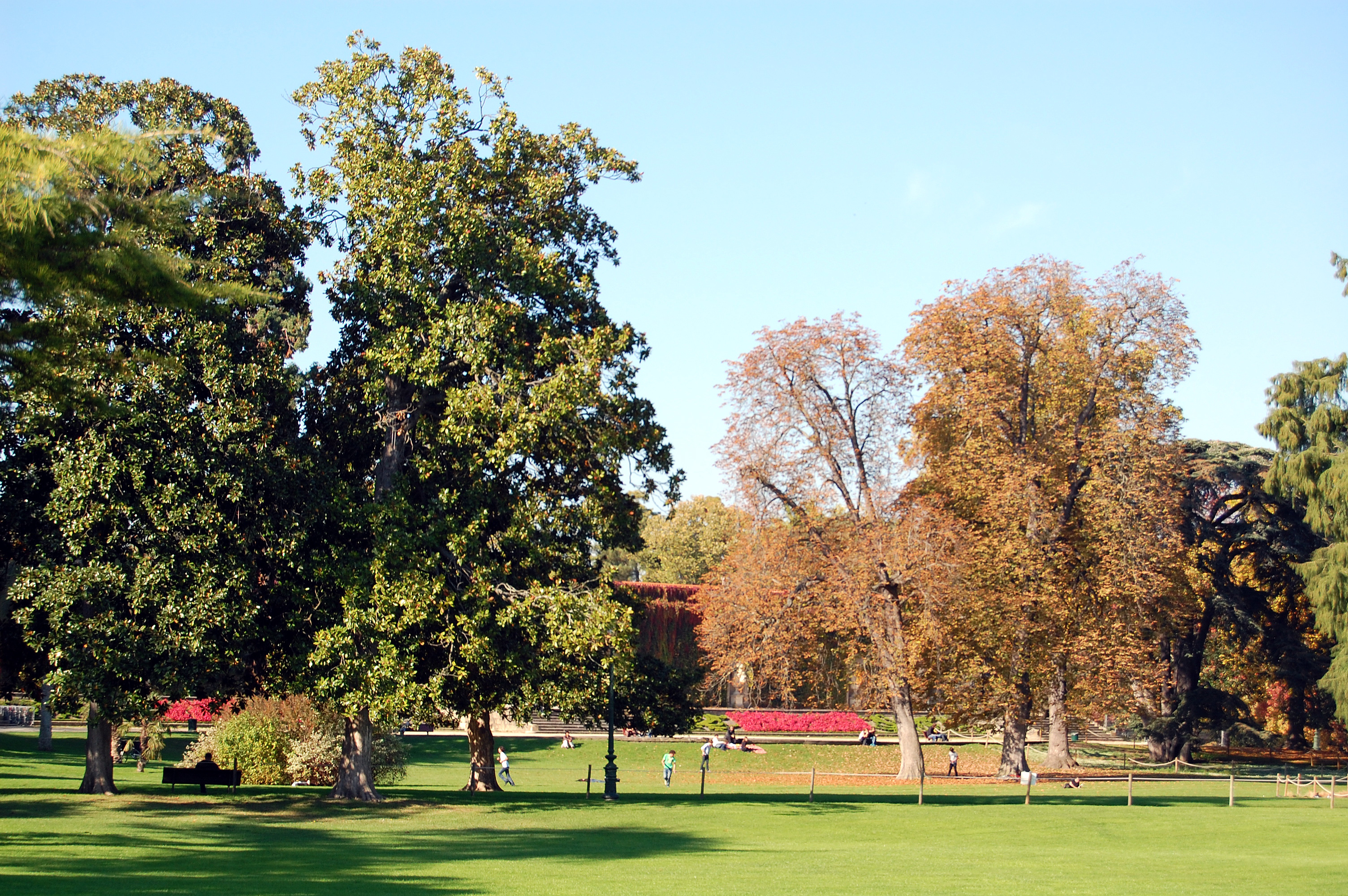
Scorcio degli alberi del parco
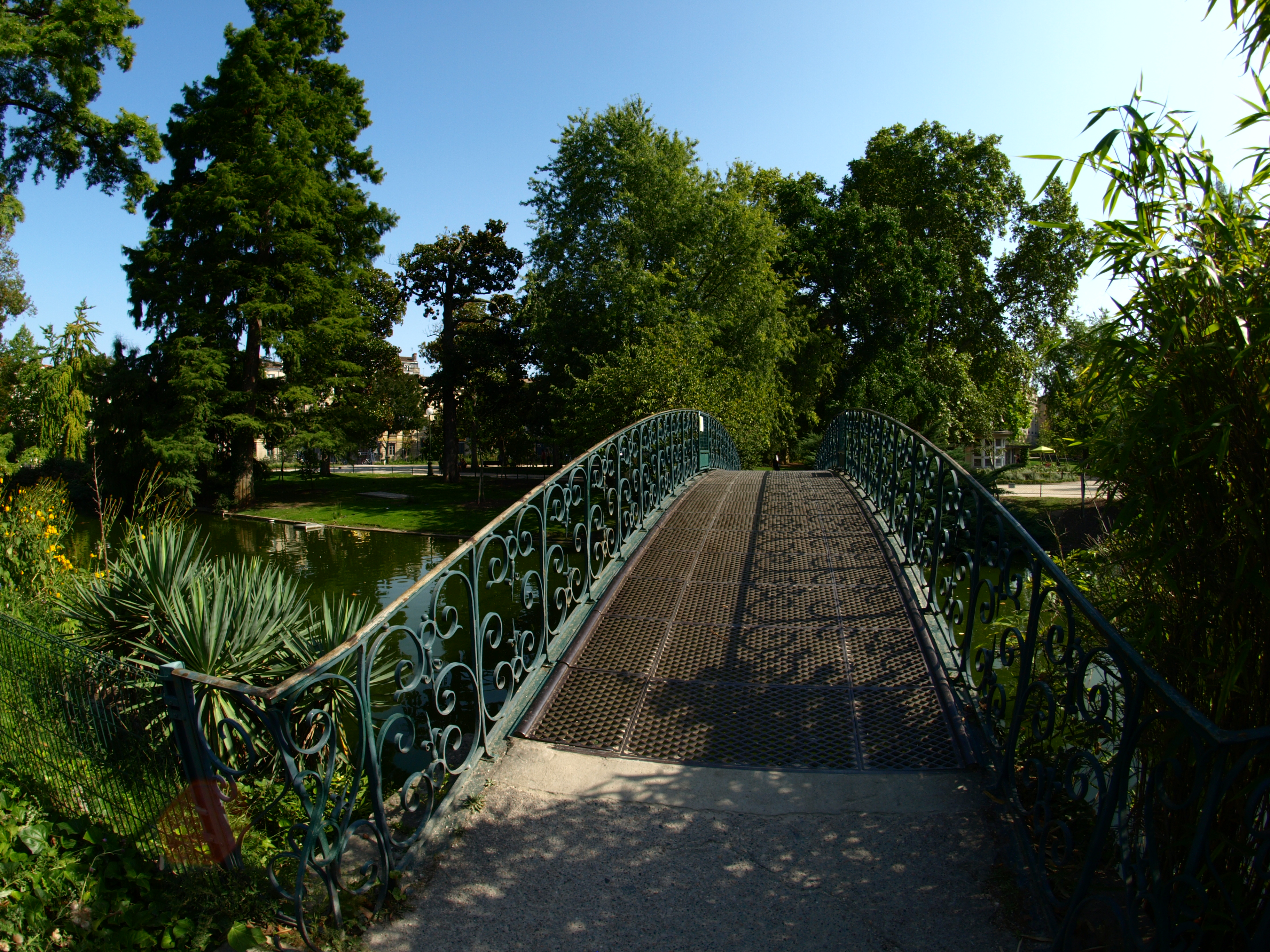
Passerella pedonale di metallo che collega le due parti del parco separate dal torrente
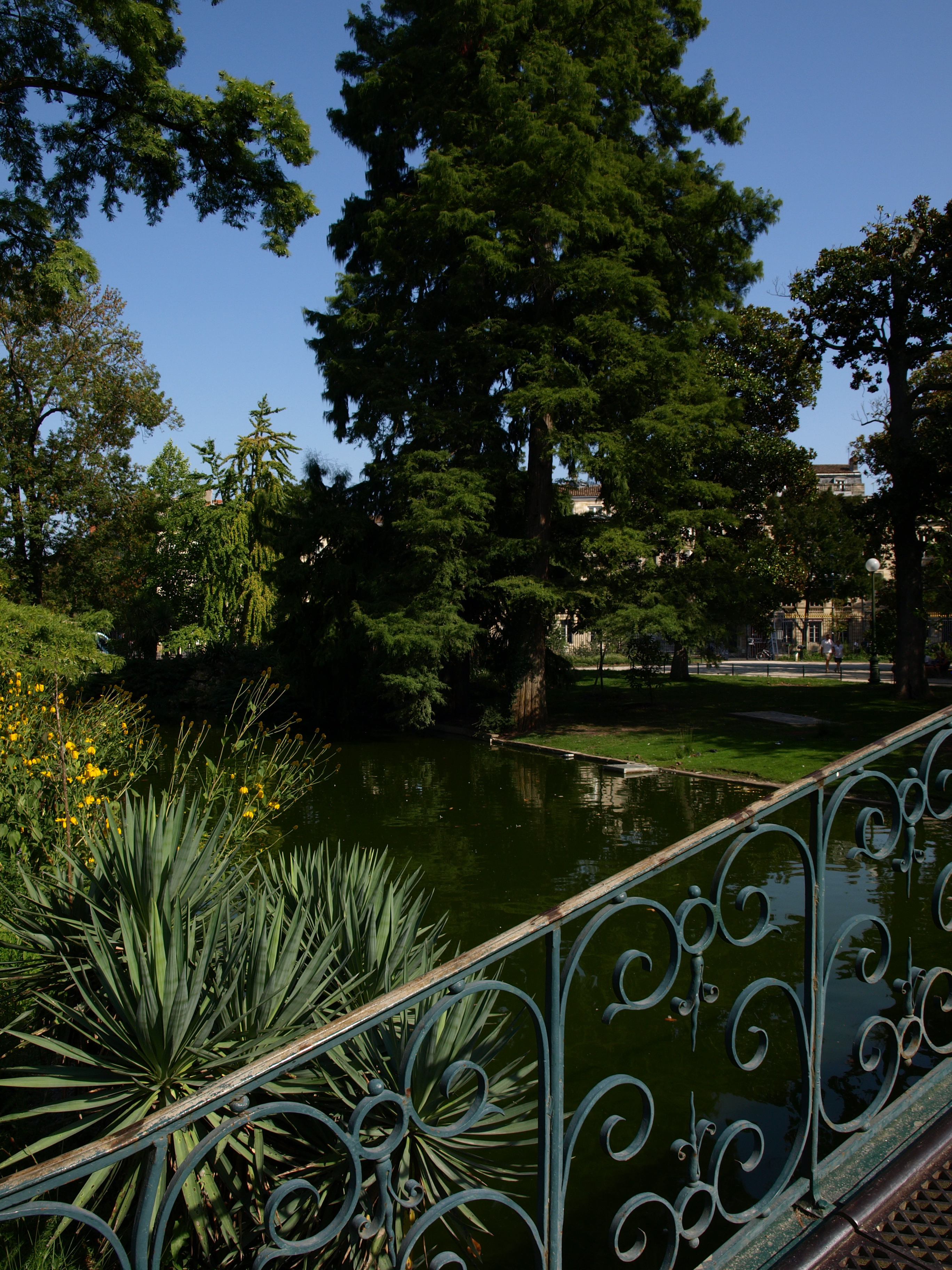
Il torrente visto dalla passerella pedonale
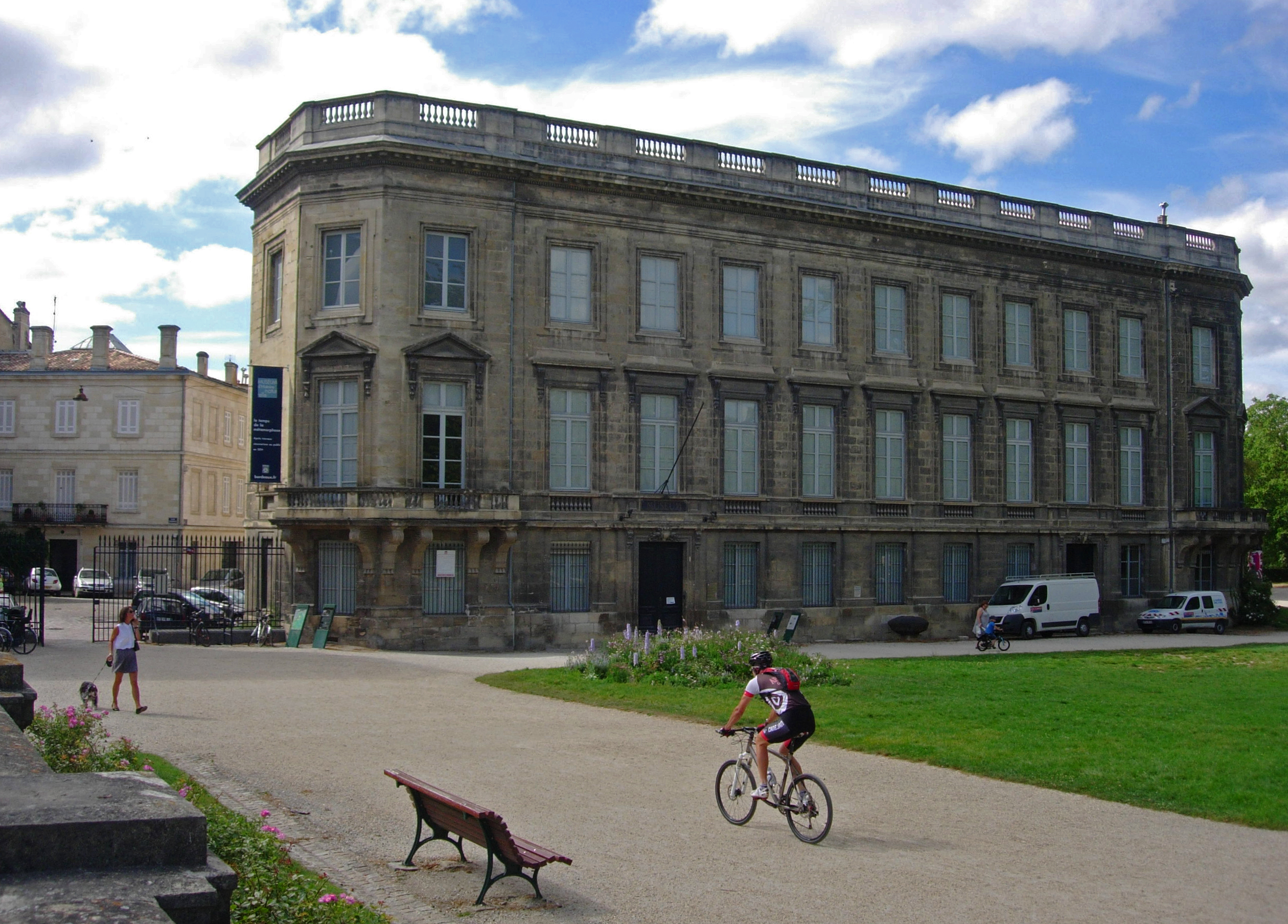
Il museo di storia naturale visto dal giardino pubblico